# Dasyuris grisescens
Dasyuris grisescens là một loài bướm đêm trong họ Geometridae.